# We Will Meet Again
We Will Meet Again è un album in studio del musicista statunitense Bill Evans, pubblicato nel 1979.

## Tracce
Musiche di Bill Evans eccetto dove indicato.
1. Comrade Conrad – 10:05
2. Laurie – 8:20
3. Bill's Hit Tune – 10:49
4. For All We Know (We May Never Meet Again) (J. Fred Coots, Sam M. Lewis) – 3:37
5. Five – 9:10
6. Only Child – 10:47
7. Peri's Scope – 6:11
8. We Will Meet Again – 2:34

## Formazione
- Bill Evans – piano acustico, piano elettrico
- Tom Harrell – tromba
- Marc Johnson – contrabbasso
- Joe LaBarbera – batteria
- Larry Schneider – sassofono tenore, sassofono soprano, flauto

## Premi
- Grammy Award
  - 1981: "Best Jazz Instrumental Album"